# 소꿉놀이

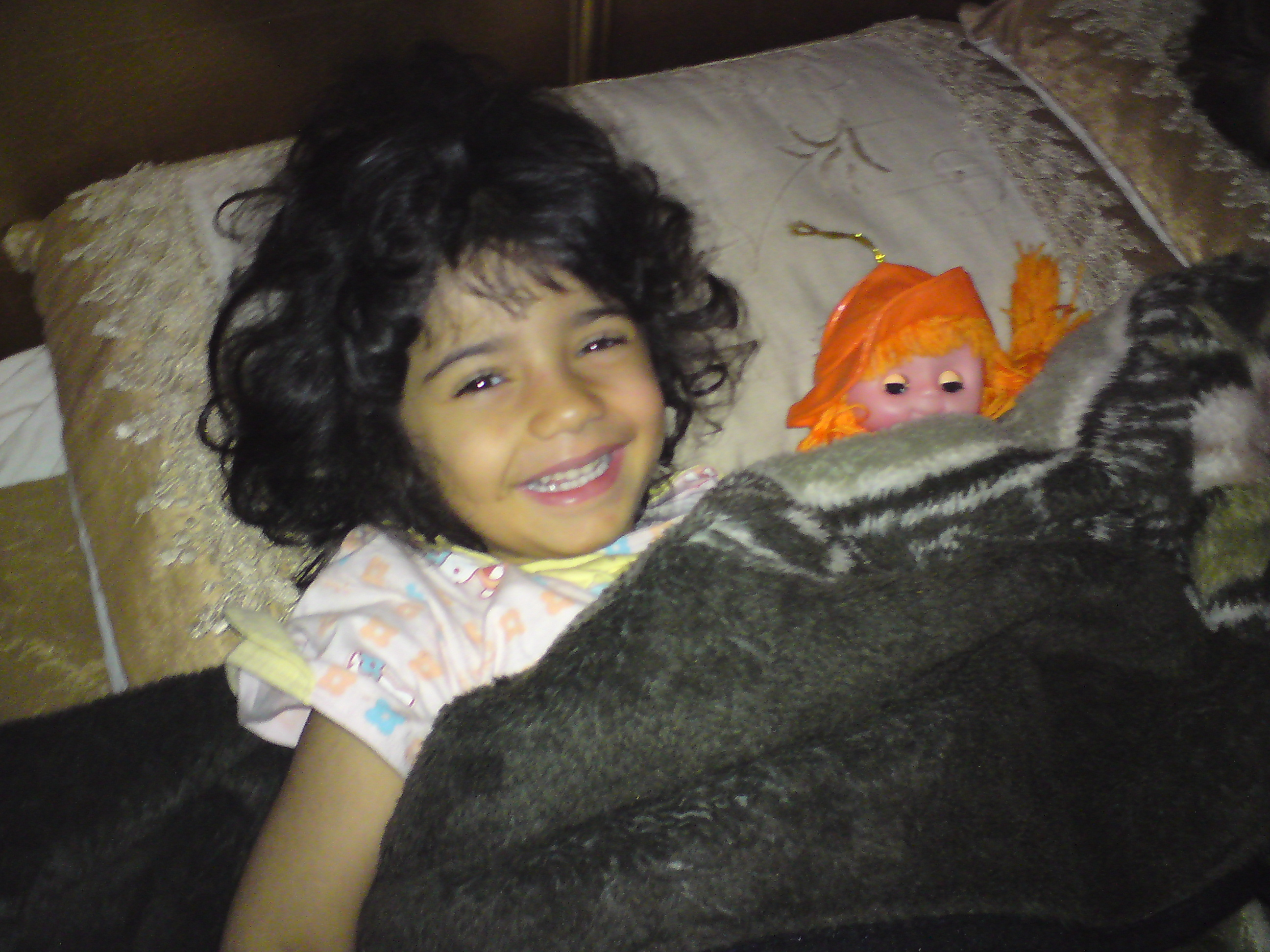

소꿉놀이(영어: playing house, play grown up)는 주로 아이들이 하는 놀이로, 장난감 그릇이나 기구를 가지고 살림살이 흉내를 내며 즐기는 놀이이다. 어린이별로 각자 역할을 맡는다. 예를 들어, 아버지나 어머니를 맡아서 서로 부부인 척 하는 것이다.